# Marie-Antoinette conduite à l'échafaud
Marie-Antoinette conduite à l'échafaud est un dessin à l'encre de Jacques-Louis David. Il a été dessiné sur le vif depuis une fenêtre d'un immeuble  lors du passage de la charrette qui conduisait l'ex-reine de France Marie-Antoinette d'Autriche vers l'échafaud où elle fut exécutée le 16 octobre 1793.

## Description
Le dessin, de petites dimensions (15 cm sur 10 cm), montre Marie-Antoinette assise de profil vers la gauche dans une posture droite. Elle est revêtue d'une robe sommairement dessinée par l'artiste en de rapides traits de plumes, ses mains sont attachées derrière le dos. Elle porte un bonnet à dentelle, sur des cheveux courts. La partie du visage dont David s'est attaché à détailler les traits, présente une expression impassible, les yeux baissés. Âgée de 37 ans, le dessin montre la reine prématurément vieillie. Antonia Fraser dans sa biographie sur Marie-Antoinette, constate qu'il y a deux manières d'interpréter l'attitude de la reine déchue dans le dessin de David. Soit comme l'expression du mépris, ou comme une posture empreinte de dignité et de calme.

Sur le coin de la feuille en bas à droite, le propriétaire du dessin Jean-Louis Giraud-Soulavie y a inscrit son monogramme un « S » entouré d'un cercle. Le dessin n'est pas signé. Sous le dessin figure une note séparée rédigée par Soulavie : 

« Portrait de Marie Antoinette reine de France conduite au supplice ; dessinée à la plume par David spectateur du convoi, & placé sur la fenêtre avec la citoyenne Jullien épouse du représentant Jullien, de qui je tiens cette pièce. »

## Provenance
Appartenant à Jean-Louis Soulavie, qui le tenait de l'épouse de l'ancien conventionnel Marc-Antoine Jullien dit Jullien de la Drôme. Maurice Tourneux mentionne que le dessin est acquis en 1818 par Eugène de Beauharnais avec l'ensemble de la collection Soulavie, et transporté à Munich. Le dessin est vendu en 1904 à Drouot et devient la propriété d'Edmond de Rothschild. En 1936, il lègue le dessin au musée du Louvre où il est conservé au département des Arts graphiques.

## Réalisation

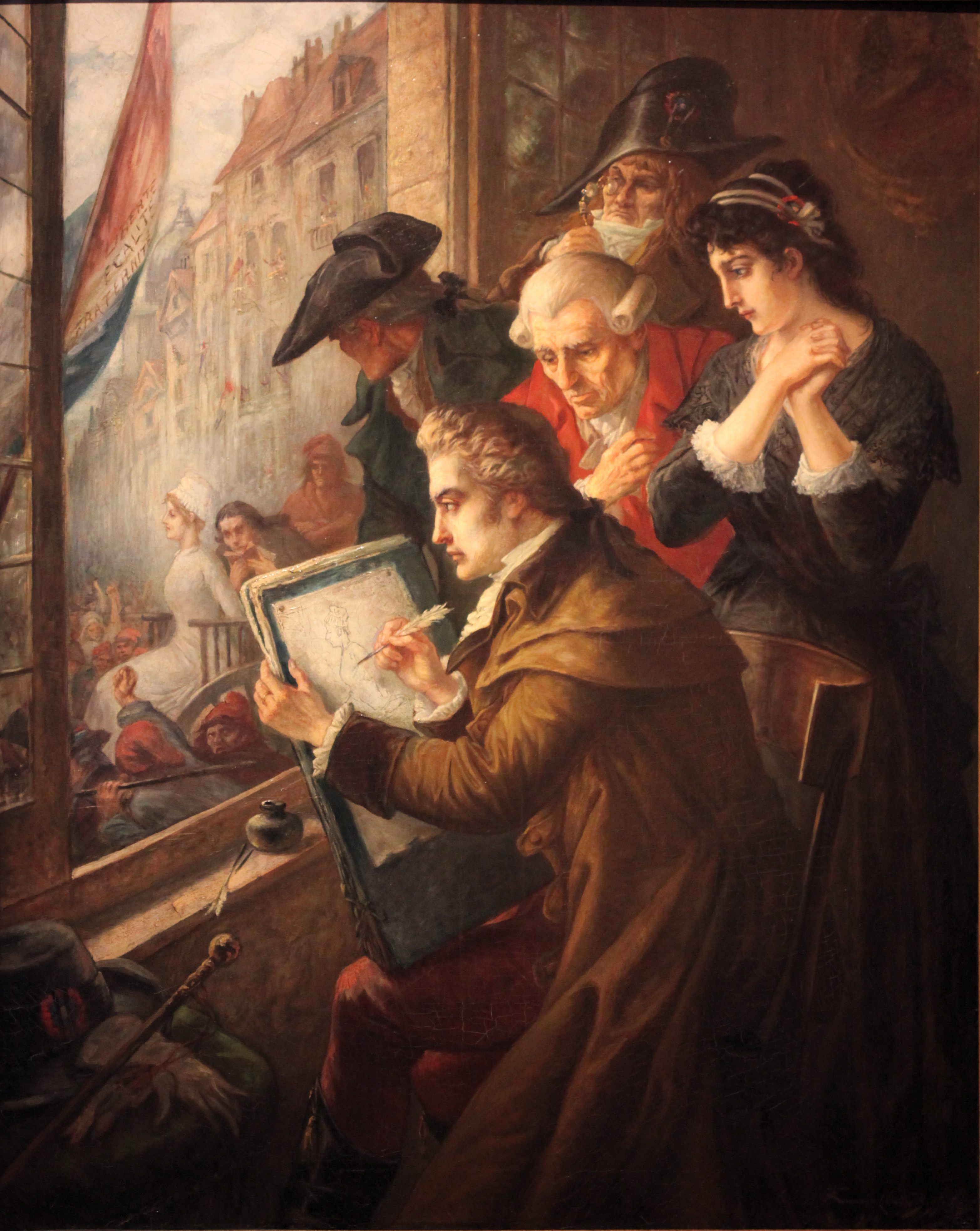
Jean-Emmanuel Van den Bussche, Le Peintre David dessinant Marie-Antoinette conduite au supplice, Musée de la Révolution française.

La description rédigée par Soulavie indique que le dessin a été fait à la plume par David qui assiste d'une fenêtre, au passage de la charrette qui conduit Marie-Antoinette à la guillotine, en présence de la citoyenne Jullien épouse de Jullien de la Drôme, conventionnel et représentant en mission. La tradition historique en a conclu que le dessin avait été exécuté d'un immeuble situé rue Saint-Honoré où habitait Jullien. Annie Duprat, auteur d'une biographie sur Marie-Antoinette, indique qu'à cette époque Jullien était absent de Paris, et qu'il habitait en fait rue Saint-André-des-Arts. D'autres sources ne précisent pas l'immeuble, et parlent seulement d'une fenêtre de la rue Saint-Honoré. Stefan Zweig évoque cet épisode dans sa biographie sur Marie Antoinette, et situe David à un angle de la rue Saint-Honoré à l'emplacement du café de la Régence. La notice David du Dictionnaire de la Révolution mentionne que l'artiste a fait le dessin de la terrasse du café de la Régence, au même endroit d'où il dessine quelque temps après Danton allant vers son exécution.

## Attribution
Considéré comme le plus célèbre dessin de David,, il est généralement accepté comme autographe par la plupart des biographes modernes du peintre,,,,,. Le conservateur Xavier Salmon  conteste cependant l'attribution, et propose le nom de Vivant Denon comme autre auteur du dessin. Chassé de Venise en juillet 1793 Vivant Denon séjournait en fait à Florence ce 16 octobre et arrive à Paris le 10 ou 11 décembre 1793,.

## Contexte
Dans la chronologie des œuvres de David, le dessin se situe entre la réalisation de la Mort de Marat (juillet 1793), et le tableau inachevé la Mort du jeune Bara (commencé le 28 décembre 1793). Sous la Terreur, David entreprend peu de réalisations artistiques, exerçant plusieurs fonctions politiques et policières au sein des comités de  sûreté Générale et d'Instruction publique. En relation avec le sujet du dessin, il fut chargé par le comité de salut public lors du procès de la Reine d'assister à l'interrogatoire du dauphin Louis XVII. 
Le dessin fait quelques heures avant la cérémonie de présentation par David de ses tableaux de Marat et Lepelletier à la cour du Louvre, Warren Roberts, suggère que ce 16 octobre il assista au parcours de la reine et en profita pour dessiner la scène en attendant la mise en place de la cérémonie.

## Fortune critique

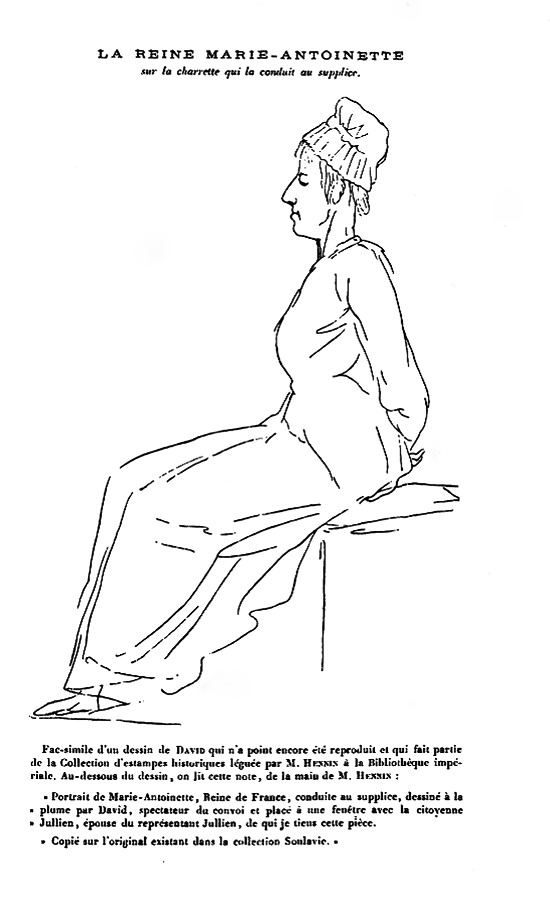
Première reproduction en fac-similé du dessin, dans l'ouvrage La démagogie en 1793 à Paris publié en 1868.

Le dessin est mentionné en 1859 dans l'ouvrage d'Horace de Viel-Castel Marie-Antoinette et la révolution française ; l'auteur y qualifie le croquis, d'esquissé « sans la moindre émotion ». Une première reproduction du dessin en fac-similé, est publié en frontispice de l'ouvrage La démagogie en 1793 à Paris publié en 1868. Pour l'auteur Charles Aimé Dauban : « Le trait dur et ferme, d'une discrétion qui n'a rien oublié, semble tracé avec la pointe d'un poignard, il est digne du grand peintre David. ». Dans leur journal les frères Goncourt évoquent leur découverte du dessin par l'intermédiaire d'Eudore Soulié conservateur du château de Versailles, qu'ils jugent comme : « Quelque chose d'affreux et d'ignoble : dessin d'enfant pour la gravure d'un canard, avec une intention évidente, républicaine et caricaturale de ce peintre, valet de Marat et de Napoléon, qui n'a trouvé qu'une charge hideuse au bout de son crayon pour l'agonie de Marie-Antoinette ». Pour Anatole de Montaiglon, c'est le « souvenir le plus poignant » fait par l'artiste sous la Révolution. Pour Stefan Zweig c'est une « esquisse d'un grandiose effroyable, d'une puissance sinistre ». « Sinistre » est le terme qui revient aussi chez le biographe de David, Léon Rosenthal.

## Œuvres en rapport
Le peintre belge Jean-Emmanuel Van den Bussche représenta la scène dans Le Peintre David dessinant Marie-Antoinette conduite au supplice. François-Auguste Trichon fit aussi un dessin de la même scène vue sous un angle différent.

## Référence culturelle
Hormis Stefan Zweig dans sa biographie Marie-Antoinette qui consacre une page de son chapitre Le Dernier Voyage à l'épisode, Paul Belaiche-Daninos dans son roman Les Soixante-Seize jours de Marie Antoinette à la conciergerie évoque aussi ce moment en situant David à l'angle des rues des Prouvaires et Saint-Honoré.